# Yunuén
Yunuén (del purépecha: Iunuri ‘Cosa torcida’) es una isla del lago de Pátzcuaro, ubicado en el estado de Michoacán. Se localiza al noreste del lago aproximadamente a 30 minutos del puerto con el mismo nombre.
El nombre significa “algo que no está recto” o “que está torcido” por la forma curva de la isla de unos 200 metros. Su principal atractivo es su vegetación siempre verde y fresca, además de sus construcciones típicas, las cuales se consideran un reflejo de la tradición purépecha.
En su fauna predominan especies acuáticas como el pescado blanco, sardinas, charales, trucha, bagre de agua dulce, carpas y mojarras, además de aves como el pájaro bandera, tordo y el zanate. Los mamíferos que se pueden encontrar son el puma americano, coyote, ardilla, entre otros.
La vegetación predominante son los pinos, encinos, cedros y el junípero y se pueden apreciar lirios, juncos, palmeras y muchos tipos de flores y chuspata (tule o ixtle).

## Localización

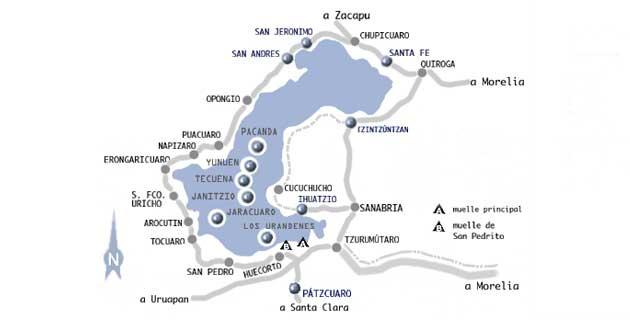
Islas y poblaciones ribereñas del lago de Pátzcuaro

Está situado en el Municipio de Pátzcuaro (en el Estado de Michoacán de Ocampo a 2060 metros de altitud. Yunuen se localiza al noreste del Lago de Pátzcuaro (antigua capital de los purépechas). En el Lago de Pátzcuaro existen 9 islas, Janitzio es la más conocida que junto con las islas Tecuanita y Tecuena forman un conjunto; otras 3, son las islas Urandenes cuyo nombre proviene del vocablo urani que significa “batea”; un conjunto más son Jarácuaro y Copujo. Finalmente, el cuarto grupo es el de Yunuen y Pacanda.

## Tradiciones

### La leyenda de la Isla
La leyenda habla de una hermosa princesa llamada Hapunda que solía habitar la isla. Un día la princesa se entera por medio de sus hermanos que la quieren secuestrar y llevar a casar con el monarca de un pueblo guerrero. La princesa desconsolada busca ayuda en el lago, quien, según la leyenda, la amaba y no podía estar sin ella.
Finalmente creen encontrar otra solución; el lago le propone a Hapunda saltar en el centro de él y que así nunca se separarán. Hapunda accede y al caer la noche se sumergió en el centro del lago y salió de nuevo convertida en una garza. Así, según la creencia, cuando dejen de haber garzas en el Lago, éste estará tan triste por perder a su amada, que se secará.

### El día de muertos
El día de muertos el cual se celebra el 1.º y el 2 de noviembre es la celebración más emblemática. El primero de noviembre el pueblo espera la llegada de los que vienen de otro mundo y van al panteón a realizar la "kejtsítakua sapícheri" (velación de los ángeles o niños muertos) temprano ese día. Se reza en la tumba mientras se encienden velas alrededor de la ofrenda que tiene atole, pan, el juguete preferido y figuras de azúcar.
Según la creencia local, los muertos vuelven desde el Cumiehchúcuaro, reino de los muertos. Se realiza un corona o arco en una estructura de carrizo que se forra con cempasúchil (flor regional), se cuelga fruta, flores, entre otros;  y se colocan figuras de alfeñique, entre otros alimentos. En la parte superior se coloca una foto y las bebidas preferidas de la persona a quien se dedica el altar.